# Karmiotissa FC
Karmiotissa Pano Polemidion (Grieks: Καρμιώτισσα Πάνω Πολεμιδιών) is een Cypriotische voetbalclub uit Pano Polemidia.
De club werd in 1979 opgericht en speelde lang in de lagere regionale competities. In het seizoen 1986/87 en vanaf 2009/10 kwam de club uit op het vierde niveau (D Kategoria). In 2012 promoveerde de club naar de C Kategoria waarin het in het seizoen 2012/13 direct kampioen werd. Ook in de B' Kategoria werd Karmiotissa gelijk kampioen, maar omdat het tweede niveau dat seizoen opgedeeld was in twee groepen promoveerde de club niet. Dat lukte in 2016 na het kampioenschap in de, enkele, B' Kategoria wel waardoor de Karmiotissa in het seizoen 2016/17 voor het eerst in de A Divizion speelt. Hiervoor voldeed het eigen stadion niet waardoor gespeeld wordt in het GSZ Stadion in Larnaca.

## Bekend (oud-)spelers
- Samir Ben Sallam
- Dion Esajas
- Chisom Leonard Johnson

AEK Larnaca · 
AEL Limasol ·  
Anorthosis Famagusta · 
APOEL Nicosia · 
Apollon Limasol · 
Aris Limasol · 
Enosis Neon Paralimni · 
Ethnikos Achna ·  
Karmiotissa FC ·
Nea Salamina Famagusta ·
Omonia Aradippou · 
Omonia Nicosia · 
PAC Omonia 29M · 
Paphos FC